# 2012年中国女子足球超霸杯
2012年高金·凤琴岚湾中国女子足球超霸杯是2012年由中国足球协会时隔4年再次举办的一项足球锦标赛，由2012年全国女子足球联赛冠军大连实德对阵2012年中国女子足球锦标赛冠军江苏华泰。比赛于2012年11月26日在四川省广元市的广元市澳源体育中心举行。最终大连实德以1比0的比分击败江苏华泰。

## 赛事数据
| 2012年11月26日 14:30 UTC+8 |

| 大连实德 | 1 - 0 | 江苏华泰 |
| -------- | ----- | -------- |
| 李琳 90' | 报告  |          |

| 广元，广元市澳源体育中心 |